# Атрофія
Атрофі́я (грец. άτροφος — виснажений, худий, худолій) — зменшення розмірів органів або тканин, що супроводжується занепадом їхньої діяльності. Є симптомом деяких хвороб і патологічних станів.

## Ознаки атрофії
Атрофія — це патологічне явище, яке можуть спричинити порушення функції нервової системи, недостатність або обмеження діяльності, розлад живлення органів або тканин впливом на них механічних, фізичних або хімічних факторів тощо. При атрофії спостерігають зменшення товщини м'язових волокон, у них зменшується вміст скоротливих білків, енергетичних речовин, у серцевому м'язі з'являються ділянки некрозу, в шлунку — виразки.

## Причини
Атрофія часто розвивається у людей, що тривалий час хворіють і знаходяться на постільному режимі, у людей з травмованими нервами, перерізаними сухожилками або з накладеними гіпсовими пов'язками. Прямим наслідком атрофії є зменшення маси м'язів і зниження їх працездатності. При своєчасному відновленні рухової активності наслідки атрофії поступово зникають.
Атрофію тканин спостерігають у хворих на рак, туберкульоз, при деяких захворюваннях головного й спинного мозку.
Атрофія може виникнути внаслідок вікових змін організму (так звана фізіологічна атрофія). Найхарактернішими проявами старечої атрофії є ламкість кісток та дряблість шкіри.

## Лікування
Полягає в усуненні первинного захворювання.